# Kreta-Zwergmammut
Das Kreta-Zwergmammut (Mammuthus creticus) lebte am Übergang vom älteren zum mittleren Pleistozän vor rund 740.000 Jahren auf Kreta und stellt die kleinste heute bekannte Mammutart dar. Skelettfunde sind selten, die Größen- und Gewichtsberechnungen beruhen auf Backenzähnen und Röhrenknochen.

## Merkmale
Funde des Kreta-Zwergmammuts umfassen weitgehend fragmentiertes Knochenmaterial. Schädelfossilien sind nicht überliefert, bekannt sind vor allem die Molare. Diese sind bei ausgewachsenen Individuen etwa 13,9 bis 14,5 cm lang, 3,3 bis 3,7 cm breit und besitzen 10 bis 12 Schmelzfalten auf der Kauoberfläche. Weiterhin kommen postcraniale Skelettelemente wie Rippen, Wirbel und Röhrenknochen vor. Ein Oberarmknochen eines ausgewachsenen Tieres weist eine Länge von 33 cm auf. Vor allem aufgrund dieses Fundes wird für das Kreta-Zwergmammut eine Schulterhöhe von etwa 1,13 m ermittelt und ein Körpergewicht von rund 310 kg berechnet. Damit zählt das Kreta-Zwergmammut zu den kleinsten bisher bekannten Vertretern der Elefanten (Elephantidae).

## Größenvergleiche
Die Funde von Kreta zeigen eine typische Inselverzwergung, die bei Abtrennung von Populationen ursprünglich großwüchsiger Tiere vom Festlandsgebiet und mit dem damit verbundenen eingeschränkten Nahrungsangebot, aber auch fehlenden Fressfeinden eintritt. Dies ist in der Linie der Elefanten (Elephantidae) mehrfach nachgewiesen. Mit den angegebenen Größenwerten ist das Kreta-Zwergmammut die kleinste bekannte Mammutart der Welt. Unter den übrigen Elefanten wurden lediglich der Sizilianische Zwergelefant (Palaeoloxodon falconeri) und Palaeoloxodon  cypriotes, die beide aus dem Jungpleistozän stammen, kleiner. Der Sizilianische Zwergelefant kam auf Malta und Sizilien vor und wurde maximal 1 m hoch, bei einem Gewicht von 170 bis 240 kg, wohingegen Palaeoloxodon  cypriotes etwa 250 kg wog. Beide sind Nachkommen des Europäischen Waldelefanten (Palaeoloxodon antiquus), der bis zu 4,2 m groß wurde und rund 11 t wog.
Unter den Mammuten ist die auf Sardinien nachgewiesene mittel- bis jungpleistozäne Art Mammuthus lamarmorai mit einer Schulterhöhe von 1,5 m und einem Gewicht von 800 kg die nächstgrößere Form. Die ursprünglich als verzwergt angesehenen Wollhaarmammute (Mammuthus primigenius) von der Wrangel-Insel im Arktischen Ozean, die bis ins mittlere Holozän datieren und so zu den jüngsten Mammutfunden überhaupt gehören, wiesen dagegen eine Schulterhöhe von 1,8 bis über 2,0 m auf und waren damit kaum kleiner als ihre zuvor ausgestorbenen Verwandten auf dem sibirischen Festland. Das Gewicht wird mit gut 2 t angenommen. Möglicherweise noch größer waren die ebenfalls bis ins Mittelholozän überlebenden Wollhaarmammute von den Pribilof-Inseln vor der Küste Alaskas. Die Zwergmammute der Art Mammuthus exilis der Kanalinseln vor der Küste Kaliforniens, die möglicherweise vom Präriemammut (Mammuthus columbi) abstammen und ebenfalls ein jungpleistozänes Alter aufweisen, variierten in ihrer Größe extrem, so dass die Schulterhöhe zwischen 1,2 und 1,8 m liegt.
Ein ausgewachsenes „normales“ Wollhaarmammut besaß eine Schulterhöhe von 2,6 bis 3,7 m und wog im Durchschnitt 5 bis 6 t, wobei spätere Formen durchaus kleiner waren. Während sowohl der Südelefant (Mammuthus meridionalis) als auch das Präriemammut eine Schulterhöhe von 4 m aufwiesen und gut 10 t auf die Waage brachten, war das größte Mammut und gleichzeitig auch das größte heute bekannte Rüsseltier das Steppenmammut (Mammuthus trogontherii), das bis zu 4,5 m hoch wurde (ohne Weichteile) und schätzungsweise ein Gewicht von bis zu 15 t erreichen konnte.

## Funde
Der überwiegende Teil der Funde des Kreta-Zwergmammuts stammt vom Kap Maleka (⊙) auf der Halbinsel Akrotiri im Nordwesten Kretas. Es sind meist Funde von Backenzähnen, aber auch Rippen und Röhrenknochen. Erste Funde, überwiegend Backenzähne, kamen dort bereits 1905 zu Tage und dienten zur Erstbeschreibung der Art. Weitere Funde stammen aus dem Jahr 1973 und wurden vom niederländischen Paläontologen Paul Sondaar getätigt. Die bisher letzten Funde gelangen 2011, darunter Molaren und ein Oberarmknochen. Aufgrund der Beifunde mit dem Nagetier Kritimys kiridus wurde für die Funde ein Alter im Übergang vom Alt- zum Mittelpleistozän angenommen, das allgemein mit 800.000 Jahren angegeben wurde. Aufgrund geophysikalischer Untersuchungen wird heute von einem Alter von 738.000 Jahren ausgegangen.

## Systematik

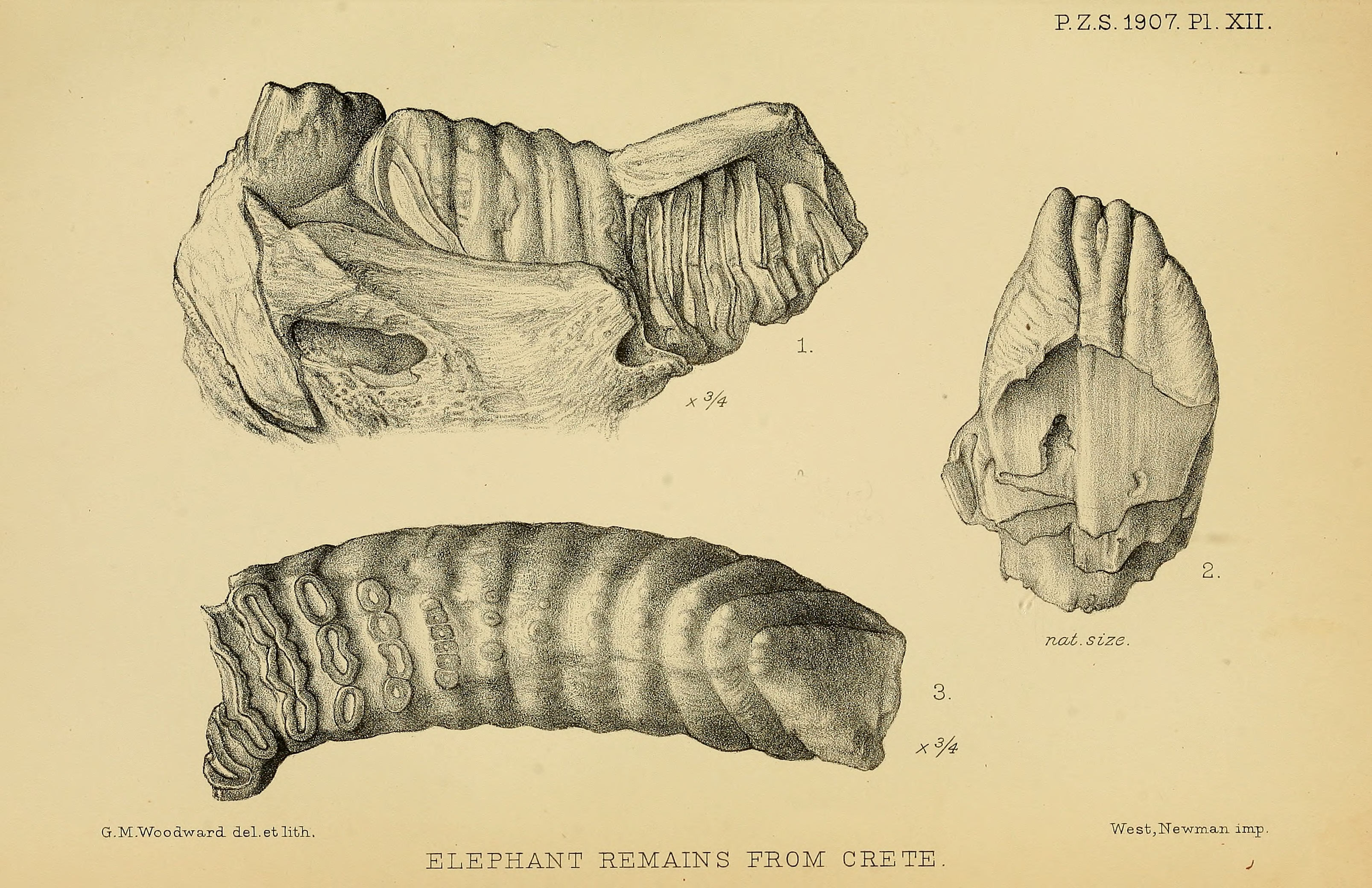
Tafel aus der Erstbeschreibung von Mammuthus creticus 1907 durch Dorothea Bate mit Darstellung des Lectotyps

In ihrer ersten, 1907 erschienenen Analyse anhand einiger Funde, die neun Molaren, einige Stoßzahnfragmente und einen zerbrochenen Wirbel umfassten, sprach Dorothea Bate die Funde vom Kap Maleka als Elephas creticus an. Dabei gilt ein hinterer Backenzahn als Lectotyp der Art (Exemplarnummer NHM M 9381). Das Kreta-Zwergmammut wurde meist aufgrund der vermuteten Verwandtschaft mit dem Europäischen Waldelefanten und dessen Zuweisung zu Elephas oder Palaeoloxodon als Elephas (Palaeoloxodon) creticus bezeichnet. Für Irritationen sorgte allerdings auch das Vorkommen zweier weiterer pleistozäner Elefantenarten auf Kreta, die den Arten Palaeoloxodon creutzburgi und Palaeoloxodon priscus zugewiesen wurden, allerdings deutlich jünger und vor allem größer waren und meist in den Europäischen Waldelefanten eingegliedert werden.
Aufgrund des Alters der Funde und des frühesten Auftretens des Europäischen Waldelefanten in Europa kamen teilweise Zweifel über eine derartige Verwandtschaft auf, bereits 1996 wies der niederländische Paläontologe Dick Mol auf eine mögliche Verwandtschaft mit den Mammuten hin. Allerdings hatte Bate bereits 1907 in ihrer Erstbeschreibung Ähnlichkeiten zu den Mammuten erkannt, vor allem zum Südelefanten, den sie aber als Elephas meridionalis bezeichnete. Molekulargenetische Studien aus dem Jahr 2006 brachten dann weitere Hinweise auf eine Abstammung von Mammuthus. Diese Untersuchung wurde jedoch später aufgrund des hohen Alters der Funde, der nur geringen Anzahl an untersuchten DNA-Basenpaaren (43 bp) und methodischer Fehler stark kritisiert.
Neue Analysen aus dem Jahr 2011 an neugefundenem Material bestätigten die Zuweisung zu den Mammuten, wobei vor allem die Backenzähne herangezogen wurden. Diese sind bei Mammuthus breiter in Relation zur Länge als bei Palaeoloxodon. Zusätzlich besitzen die Molaren der Mammute auch wesentlich schmalere und häufig durchlaufende Schmelzfalten mit deutlich parallel verlaufenden Kanten, im Gegensatz zu jenen der Vertreter von Palaeoloxodon, deren Schmelzfalten eher unterteilt sind und im mittleren Bereich stärker aufgewölbte Ränder besitzen.

## Stammesgeschichte
Theoretisch kommen für den Ursprung des Kreta-Zwergmammuts sowohl der Südelefant als auch das Steppenmammut in Frage. Ersterer entwickelte sich vor mehr als drei, letzteres vor anderthalb Millionen Jahren. Aufgrund des Aufbaus der Backenzähne mit maximal zwölf Schmelzfalten wird ein Ursprung beim Südelefanten als wahrscheinlicher angesehen. Dessen Frühform wird heute häufig als Mammuthus rumanus angesprochen. Eine Besiedlung Kretas durch den Südelefanten vor rund drei Millionen Jahren, welcher die Insel schwimmend erreichte, wäre demnach durchaus möglich und hätte dann durch die Abtrennung von den Festlandspopulationen zur Verzwergung und Ausbildung der Form des Kreta-Zwergmammuts geführt. Wann dieses ausstarb, ist bisher ungeklärt.